# Водяний салат
Водяни́й сала́т, водяний латук, пістія, водяна капуста (Pistia stratiotes L.) — вид водяних рослин, єдиний представник однойменного роду і триби. Точна батьківщина цього виду невідома, а в теперішній час він розповсюджений (природно або завдяки інтродукції людиною) в прісноводних водоймах практично по всій тропічній та субтропічній зонах Землі до висоти 1200 метрів над рівнем моря (а за деякими даними — іноді і вище); вперше описаний Карлом Ліннеєм по зразках, добутих з Білого Нілу поблизу його витоку з озера Вікторія. За життєвою формою водяний салат є багаторічною вічнозеленою рослиною.

## Зовнішній вигляд

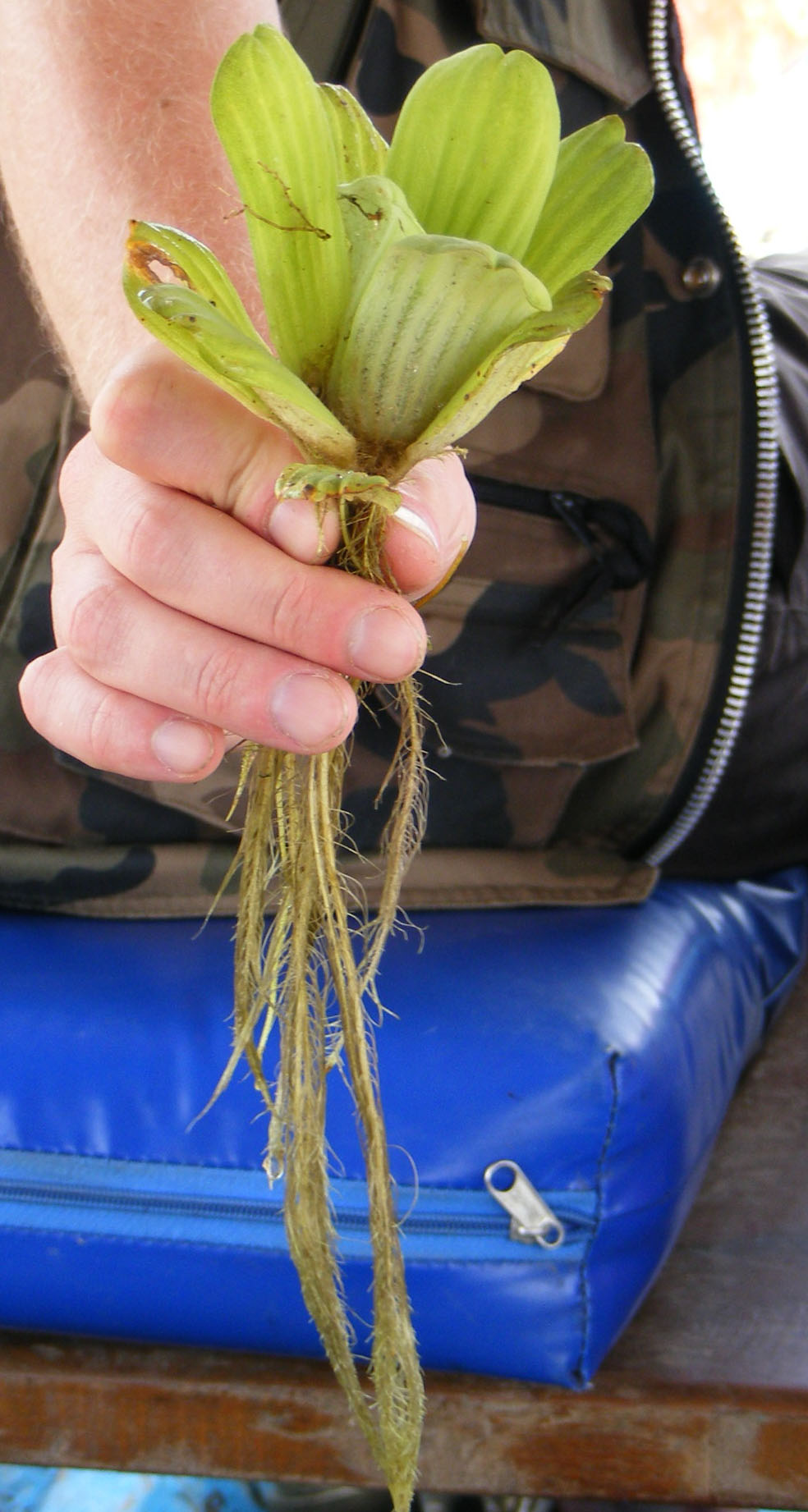
Рослина, витягнута з води

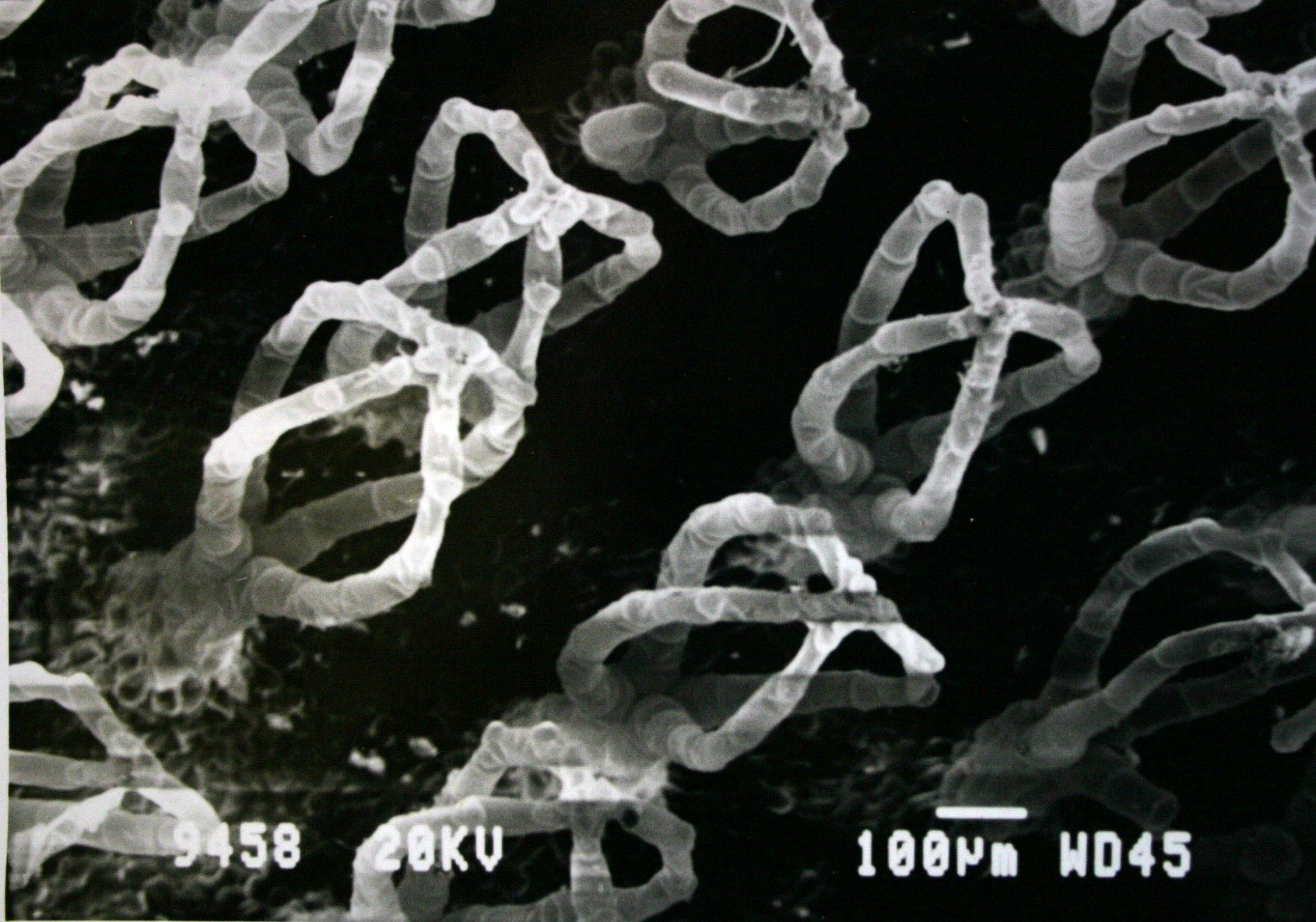
Електронна мікрофотографія поверхні листка

Розетка товстого м'якого листя водяного салату вільно плаває на поверхні води, в той час як корені звішуються в її товщу. Листя може бути до 14—15 сантиметрів завдовжки, і не має ніжок. Забарвлення листя зелене або світло-зелене, жилкування паралельне, передній край хвилястий; поверхня листа вкрита специфічними ворсинками, які формують характерні корзинкоподібні структури (див. мікрофотографію). Ці кошикоподібні утворення при потраплянні води на лист формують та утримують повітряні бульбашки, що робить лист водовідштовхувальним та збільшує плавучість рослини. Квіти водяного салату дводомні, і сховані посередині листової розетки. У випадку успішного запліднення формуються невеликі ягоди зеленого кольору, яйцеподібної форми, що можуть містити різну кількість циліндричних насінин. Але набагато частіше водяний салат розмножується безстатевим шляхом: при цьому материнська та дочірня рослини деякий час поєднані коротким столоном, і, таким чином, сукупність рослин може формувати щільні мати.

## Значення для людини

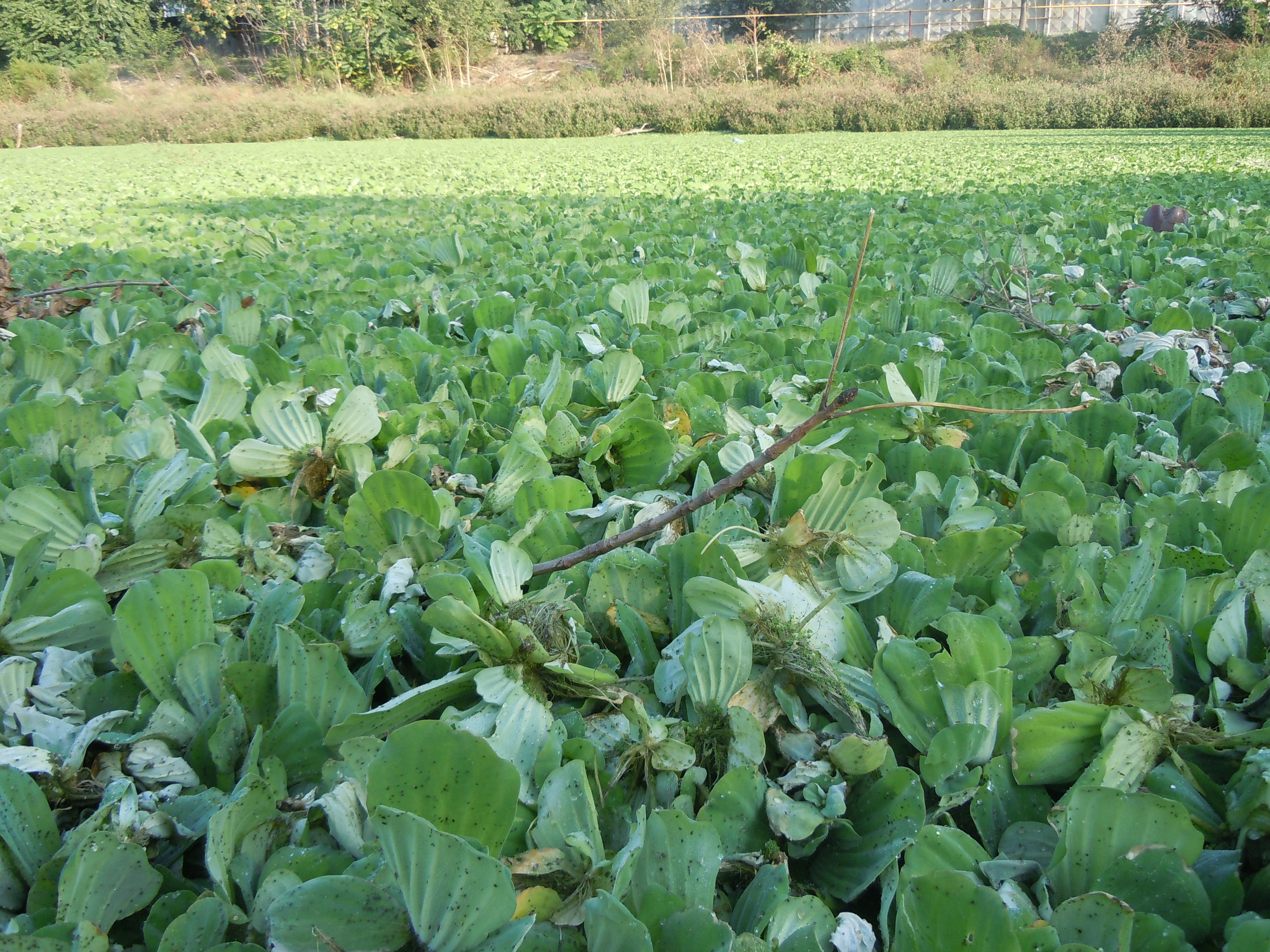
Водяний салат на поверхні ставка в Одесі

Завдяки екологічній пластичності та швидкому розмноженню ця рослина може формувати величезні зарості у теплих прісних водоймах. Зокрема, вона офіційно вважається хабазом у південних штатах США, особливо великої шкоди завдаючи у водоймах Флориди. Шкідливими ефектами надмірного розмноження водяного салату у водоймі є скорочення біорізноманіття, блокування газообміну (особливо при утворенні суцільного покриву на стоячих та слабопроточних водоймах), зниження концентрації кисню, що приводить до заморів риби. Також покрив водяного салату блокує надходження світла в товщу води і, таким чином, призводить до загибелі занурених видів водяної рослинності.
Для контролю чисельності водяного салату використовується, насамперед, його механічне збирання з поверхні води з вивезенням на суходіл; подекуди у тропічних країнах (зокрема, в басейні Амазонки) зібрану таким чином рослинність використовують для годування корів та свиней. Окрім того, використовуються хімічні (застосування водяних гербіцидів) та біологічні методи боротьби. Для біологічної боротьби з заростанням водойм використовують південноамериканського довгоносика Neohydronomous affinis, імаго та личинки якого харчуються листям водяного салату, а також міль Spodoptera pectinicornis з Таїланду — у неї листям даної рослини харчується личинка. Обидва види комах в останні роки активно використовуються, насамперед, в США.
В акваріумістиці водяний салат часто використовується як декоративна плавуча рослина, котра, в той же час, надає укриття для мальків та дрібних риб; корені, що плавають у товщі води можуть бути субстратом для нересту. Також водяний салат в акваріумі вилучає біогени, не даючи їм набути надмірної концентрації та спричинити цвітіння води з вибуховим розмноженням одноклітинних водоростей.